# Aerolínea St. Petersburg-Tampa Airboat
El St. Petersburg-Tampa Airboat (SPT Airboat Line) fue la primera aerolínea regular que utilizó aeronaves. La aerolínea daba servicio entre San Petersburgo y la vecina Tampa a través de la Bahía de Tampa.

## Descripción

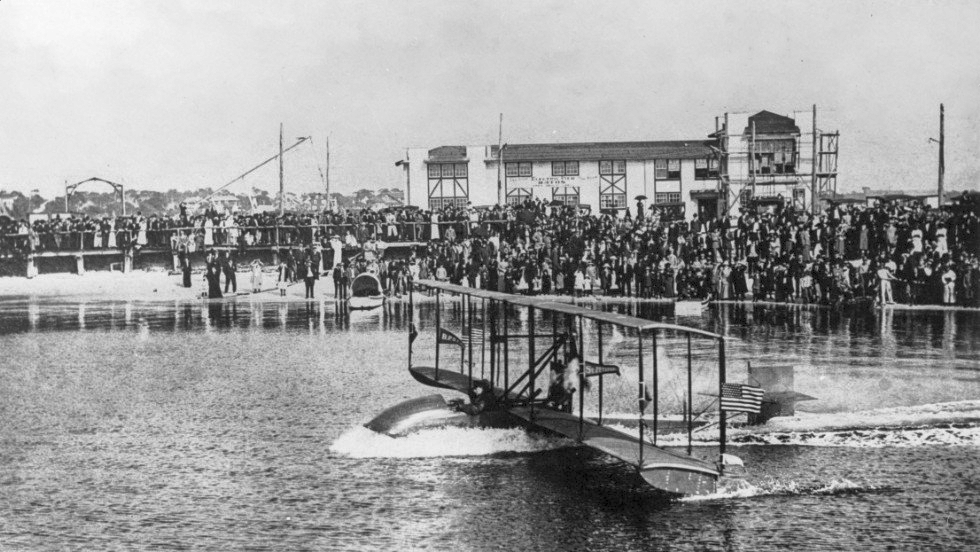
El aerodeslizador Benoist XIV despegando de la Bahía de Tampa en el primer vuelo programado de una aerolínea, el 1 de enero de 1914.

P. E. Fansler trajo a Thomas W. Benoist para poner en marcha un servicio utilizando sus nuevos aerobotes para crear una línea que conectara las dos ciudades que estaban a un día de viaje en 1913 (dos horas en barco, veinte horas en coche y de cuatro a doce horas en tren). El 17 de diciembre de 1913 se firmó un contrato de tres meses con la Cámara de Comercio de St. Petersburg coincidiendo con el 10º aniversario del Wright Flyer en Kitty Hawk; según este contrato, la Cámara de Comercio garantizaba el pago de los costos de la aerolínea incluso si no cubría gastos. Los hangares previstos para la aerolínea no llegaron a terminarse, y el tren carguero que traía el aerobote, llamado "Lark of Duluth" por ser de color verde y amarillo, estuvo en paradero desconocido durante varios días antes de la fecha de inauguración.

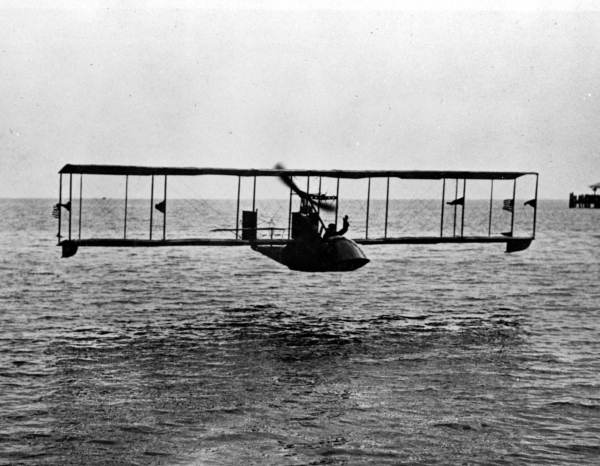
Un Benoist XIV planeando sobre la Bahía de Tampa.

El 1 de enero de 1914, la Línea del aerodeslizador SPT se convirtió en el primer servicio regular aéreo del mundo. Ese mismo día, Anthony H. Jannus pilotó el Benoist XIV, en su vuelo inaugural entre St. Petersburg y Tampa. Debido a la amplia cobertura mediática del St. Petersburg Times, hubo más de 3.000 espectadores en la presentación, que fue acompañada por una banda de música italiana en el punto de partida. El primer pasaje de ida y vuelta salió a la subasta, y lo ganó el exalcalde de St. Petersburg, Abram C. Pheil, con una oferta final de $400. Pheil embarcó en la nave descubierta de madera y realizó el vuelo de 23 minutos en el que rara vez excedió una altitud de 5 pies (1,5 m) sobre la superficie de agua de la Bahía de Tampa. Otros dos Benoist se añadieron a la flota poco después. Uno de ellos fue utilizado para transportar pasajeros y el otro se utilizó para entrenar a pilotos. El precio de los tiques era de $5 por vuelo (ida o vuelta). El primer transporte de carga aéreo fue un paquete de periódicos del St. Petersburg Times. Las tarifas de transporte eran $5 por cada 100 libras.
La aerolínea continuó operando hasta el 5 de mayo de 1914, cinco semanas después de terminar el contrato. Thomas Benoist, el constructor de los aerobotes, comentó acerca de la importancia de la línea: "Algún día la gente cruzará los océanos en aerolíneas como hoy lo hacen en los barcos de vapor". La aerolínea sirvió de prototipo para la industria aérea mundial actual.